# Окотал (департман)
Окотал (шпански изговор: [окоˈтал]) је главни град департмана Нуева Сеговија у Никарагви, Централна Америка и општинско седиште општине Окотал. Има око 47 хиљада становника.

## Историја
Регију коју тренутно заузима град Окотал окупирале су различите етничке групе које су се вероватно пре много векова мигрирале из Мексика у Централну Америку, говорећи наватл.
Наслаге злата пронађене на обалама реке Чолутеке и другим местима мотивисале су оснивање шпанских насеља. Град је основан 1543. године под именом Нуева Сеговија, али је то касније промењено у Окотал, наватл реч која значи „борова смола“.
1927. Окотал је претрпео један од првих бомбашких напада у историји током битке у којој су амерички маринци и Никарагванска национална гарда били супротстављени сандинистичким побуњеницима. Окотал је исти град који су основали шпански колонијалисти 1543. године, са именом Нуева Сеговија.
Током уставне кризе у Хондурасу 2009. године, свргнути председник Хондураса Мануел Зелаја успоставио је владу у егзилу у граду на кратко у јулу током преговора о помирењу са лидерима пуча.

## Географија
Карактеришу га стрма брда на северу и југу, висоравни на западу и долина у центру. Лежи на надморској висини од 500 метара (1.640 стопа).

## Администрација
Постоји 29 махала: José Santos Rodríguez, Sandino, Hermanos Zamora, Teodoro López, Monseñor Madrigal, José Santos Duarte, Danilo Ponce, Yelba María Antúnez, Anexo Yelba María Antunez, Noel Weelock, Enrique Lacayo Farfán, Anexo Laura Sofía, Roberto Gómez Montalvan, Laura Sofía Olivas Paz, Nicarao, Leonardo Matute, 26 de septiembre, Santa Ana, Carlos Manuel Jarquin, Ramón Augusto López, Nora Astorga, Cristo del Rosario, Nuevo Amanecer, María Auxiliadora, Dinamarca, Pueblos unidos.

## Спорт
Окотал има познати фудбалски тим познат као Депортиво Окотал.